# José Gutiérrez de la Vega
José Gutiérrez de la Vega – hiszpański malarz i ilustrator pochodzący z Andaluzji.
W 1802 rozpoczął naukę w Akademii Sztuk Pięknych w Sewillii. Kopiował dzieła artystów barokowych, zwłaszcza Bartolomé Estebana Murillo.
W 1828 przeprowadził się do Kadyksu, gdzie sportretował rodzinę angielskiego konsula. W 1831 wyjechał do Madrytu, gdzie został profesorem, a następnie członkiem honorowym Królewskiej Akademii Sztuk Pięknych św. Ferdynanda. W 1840 został nadwornym malarzem królowej Izabeli II.
Specjalizował się w portrecie (Retrato de La reina Isabel II, Retrato de Mariano José de Larra Retrato de Doña Narcisa Fernández de Irujo) oraz malarstwie religijnym, gdzie widoczny jest wpływ Murilla (Las Santas Justa y Rufina, La Virgen con el Niño i Alegoría del Nuevo Testamento).

## Dzieła w zbiorach MuzeumPrado
- Dama con abanico
- Don Juan Bravo Murillo
- Retrato de don Antonio Ros de Olano
- Retrato de don Nicomedes Pastor Díaz
- Retrato de don Manuel Seijas Lozano
- Retrato de la mujer del artista
- Maja sevillana
- Santa Catalina
- Alegoría del Antiguo Testamento
- Alegoría del Nuevo Testamento
- La duquesa de Frías vestida de manola